# Dermomurex antecessor
Dermomurex antecessor is een slakkensoort uit de familie van de Muricidae. De wetenschappelijke naam van de soort is voor het eerst geldig gepubliceerd in 1975 door Vokes.